# Constitución rusa de 1906
La Constitución rusa de 1906, conocida como las Leyes Fundamentales, fue promulgada el 23 de abril de 1906, la víspera de la apertura de la Primera Duma.

## Contenido
En el Capítulo I declaraba y definía la autocracia que era el Imperio ruso, incluyendo la supremacía del emperador sobre la ley, la iglesia, y la Duma. El artículo 4 establece que: «El poder supremo autocrático se establece en la figura del emperador de todas las Rusia. Es un mandato divino que su autoridad sea respetada y cumplida no sólo por miedo sino por un motivo de conciencia». El artículo 9 proveía que: «El Emperador Soberano aprueba las leyes, y sin su aprobación ninguna ley puede entrar en vigor».
El Capítulo II establecía y definía los derechos y obligaciones de los ciudadanos del Imperio ruso. Determinaba el ámbito de actuación y la supremacía de la ley sobre todos los sujetos rusos. Confirmaba los derechos humanos básicos que se garantizaban ya en el Manifiesto de Octubre, pero estos quedaban supeditados a la ley.
El Capítulo III establecía la regulación del cuerpo de leyes. El artículo 42 estipulaba: «El Imperio ruso está gobernado por leyes firmemente establecidas que deben ser debidamente promulgadas».
El artículo 44 de este capítulo establecía que: «Ninguna ley nueva será promulgada si no es con la aprobación del Consejo de Estado y la Duma Estatal, y no será legalmente obligar a su cumplimiento sin la aprobación del Emperador Soberano».
El artículo 45 también estipulaba: «En el caso de que circunstancias extraordinarias lo exigiesen, cuando la Duma no estuviese en periodo de sesiones, y la introducción de un proyecto de ley requiriese un procedimiento correcto de constitución legal, el Consejo de Ministros sometería ese proyecto de ley al Emperador directamente. Tal medida, en ningún caso, podrá introducir ningún cambio en las Leyes Fundamentales, o en la organización del Consejo de Estado o de la Duma, ni en las normas de elección de estos organismos. La validez de esta medida queda anulada si el ministro responsable o el jefe de un departamento especial no introdujese la legislación apropiada en la Duma durante los dos primeros meses de sus sesiones, o si la Duma Estatal o el Consejo de Estado rechazase promulgarla como una ley».
El Capítulo IV definía la composición y las competencias en las actividades del Consejo de Estado y de la Duma Estatal.